# Limonium inarimense
Limonium inarimense är en triftväxtart som först beskrevs av Giovanni Gussone, och fick sitt nu gällande namn av Sandro Alessandro Pignatti. Limonium inarimense ingår i släktet rispar, och familjen triftväxter. Utöver nominatformen finns också underarten L. i. ebusitanum.